# Västsjöarna Krapa (Undersåkers socken, Jämtland, 701247-135385)
Västsjöarna Krapa är en sjö i Åre kommun i Jämtland och ingår i Indalsälvens huvudavrinningsområde. Västsjöarna Krapa ligger i Vålådalen Natura 2000-område.